# Palazzo De Nobili

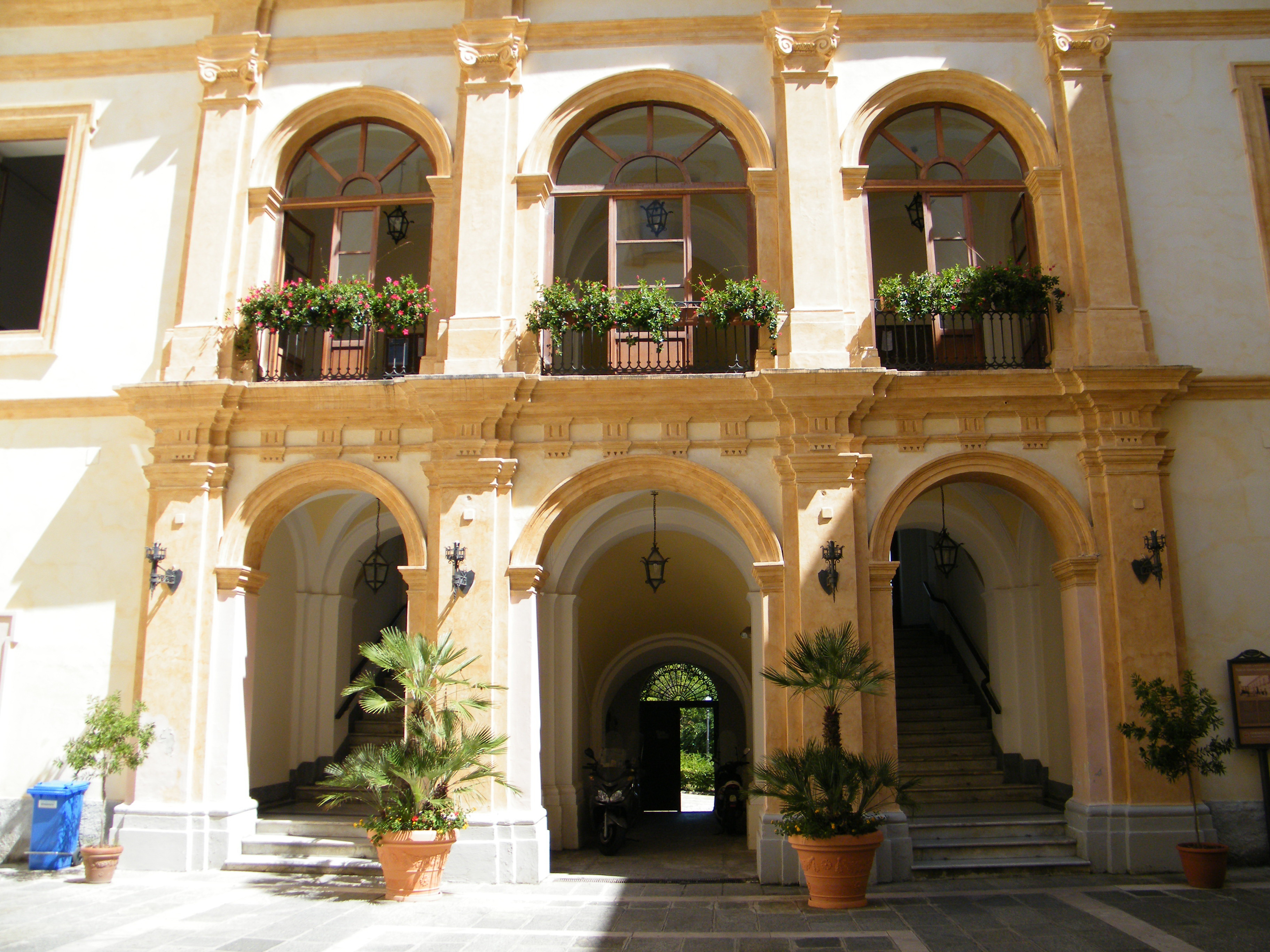
Innenhof des Palazzo De Nobili, des Rathauses von Catanzaro

Der Palazzo De Nobili ist ein Palast aus dem 18. Jahrhundert in Catanzaro in der italienischen Region Kalabrien. Das Gebäude liegt in der Via Giovanni Jannoni, 68.

## Geschichte
Der Palast wurde im Jahre 1784 als Residenz der Adelsfamilie De Nobili errichtet.
Vom 24. bis zum 26. April 1806 war dort der König von Neapel, Joseph Bonaparte, zu Gast. 1863 kaufte die Stadt Catanzaro das Gebäude und brachte dort die Stadtverwaltung unter.
1912 begann ein groß angelegter Umbau, der sich bis in die Zeit nach dem Zweiten Weltkrieg hinzog. In diesem Rahmen erhielt das Gebäude sein heutiges Aussehen.

## Beschreibung
Der Palast hat entsprechend den nach dem Erdbeben von Kalabrien 1783 erlassenen Bauvorschriften drei Vollgeschosse. Der Umbau im 20. Jahrhundert im Stile der Neorenaissance verlieh dem Gebäude sein heutiges Aussehen. Wichtigstes Charakteristikum ist der zentrale Innenhof mit der breiten Treppe zum oberen Stockwerk.
Im Ratssaal gibt es ein großes Fresko namens L’esaltazione della storia della città di Catanzaro nei suoi vari aspetti (dt.: Die Erhebung der Geschichte der Stadt Catanzaro in ihren verschiedenen Aspekten), das Tacisio Bedini 1961 schuf.